# Занкт-Егідін
Занкт-Егідін (нім. Sankt Egidien) — громада в Німеччині, розташована в землі Саксонія. Входить до складу району Цвікау. Складова частина об'єднання громад Рунд-ум-ден-Ауерсберг.
Площа — 21,24 км2. Населення становить 3257 ос. (станом на 31 грудня 2020).

## Галерея

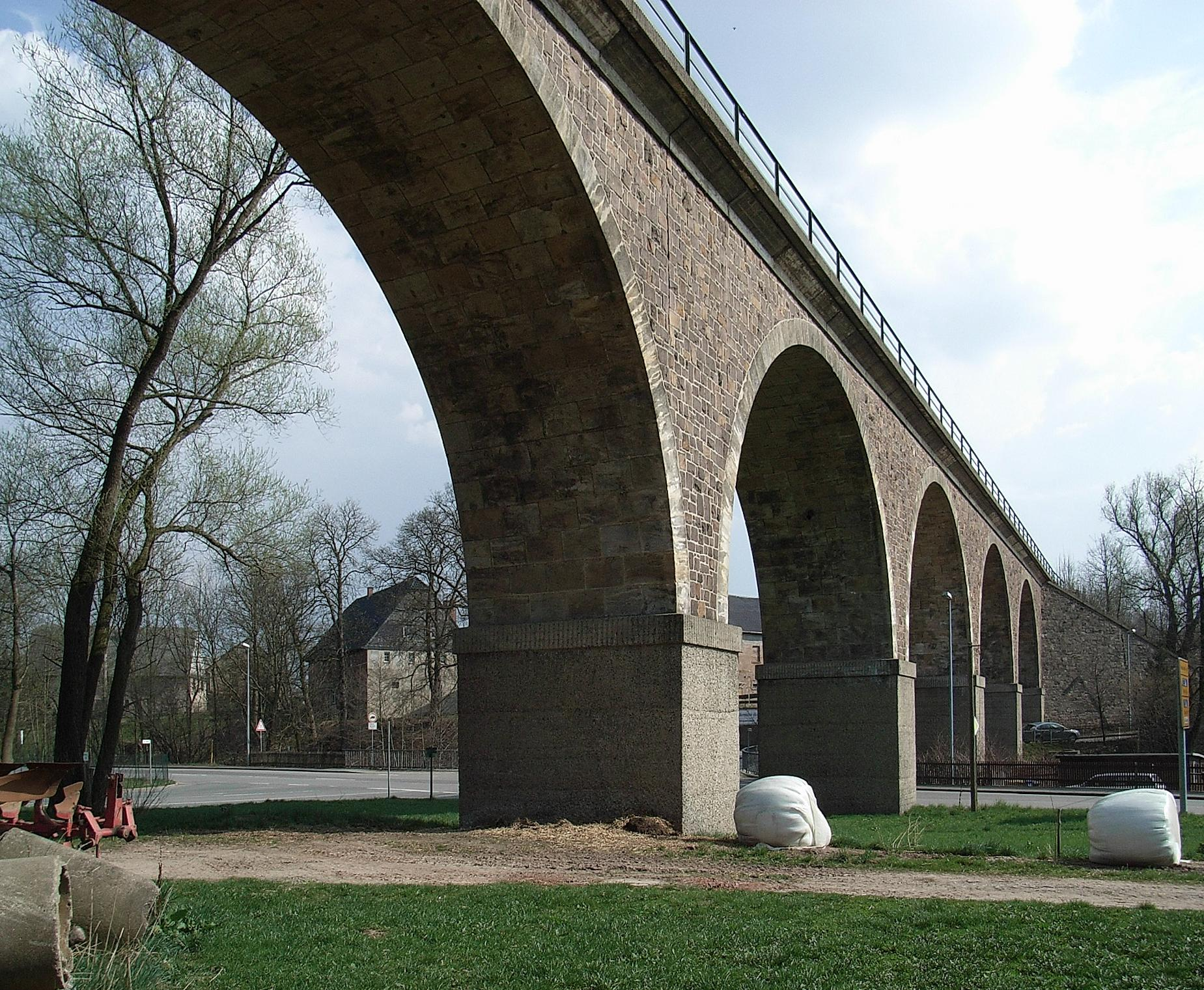